# Tomáš Bucháček
Tomáš Bucháček (Neplachovice, 7 maart 1978) is een Tsjechisch voormalig wielrenner die in 2018 zijn loopbaan als wielrenner beëindigde bij Elkov-Author. In 2007 werd hij Tsjechisch kampioen bij de elite.

## Belangrijkste overwinningen
2004
2e etappe Ronde van Bohemen
2006
9e etappe Ronde van Bulgarije
2007
2e etappe Circuit des Ardennes
2e etappe Ronde van Loir-et-Cher
 Tsjechisch kampioen op de weg, Elite
2011
4e etappe Ronde van Loir-et-Cher
1e etappe Koers van de Olympische Solidariteit
2012
1e etappe Ronde van Tsjechië (ploegentijdrit)
2017
1e etappe Ronde van Tsjechië (ploegentijdrit)

## Resultaten in voornaamste wedstrijden
| Jaar |  | WK op de weg |
| ---- |  | ------------ |
| 2006 |  | 104e         |
| 2015 |  | opgave       |

## Ploegen
- 2002 –  Joko-Velamos
- 2003 –  Joko-Velamos
- 2004 –  Favorit
- 2005 –  PSK Whirlpool
- 2006 –  PSK Whirlpool Hradec Králové
- 2007 –  PSK Whirlpool Hradec Králové
- 2008 –  PSK Whirlpool-Author
- 2009 –  PSK Whirlpool-Author
- 2010 –  PSK Whirlpool-Author
- 2011 –  PSK Whirlpool-Author
- 2012 –  Whirlpool-Author
- 2013 –  Bauknecht-Author
- 2014 –  Bauknecht-Author
- 2015 –  Whirlpool-Author
- 2016 –  Whirlpool-Author
- 2017 –  Elkov-Author Cycling Team
- 2018 –  Elkov-Author

Bárta · Bucháček · Černý · Hačecký · Kaňkovský · Konwa · Kukrle · Otruba · Polnický · Rajchart · Zahálka